# Firmware

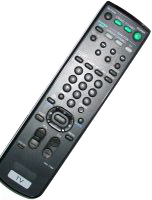
Một thiết bị điều khiển bằng phần lõi điển hình, một bộ điều khiển từ xa với Ti vi

Trong kĩ thuật điện toán và khoa học máy tính, Firmware, Phần lõi là một chương trình máy tính đặc biệt để điều khiển cấp thấp nhiều thiết bị điện tử. Các ví dụ điển hình về phần lõi có thể thấy từ những sản phẩm cho người dùng cuối như bộ điều khiển từ xa hoặc máy tính bỏ túi, thông qua những thiết bị phần cứng như ổ cứng, bàn phím, màn hình LCD bóng bán dẫn mỏng hoặc thẻ nhớ, người máy công nghiệp... Phần lõi cũng có mặt trong những thiết bị tiêu dùng phức tạp hơn, như điện thoại di động, camera, loa..., để đáp ứng những quy trình cơ bản của thiết bị cũng như thực hiện những chức năng cao cấp hơn.
Không có ranh giới rõ rệt giữa phần lõi và phần mềm. Tuy nhiên, phần lõi chủ yếu liên quan tới những quy trình hết sức cơ bản và cấp thấp trong một thiết bị, không có chúng thì thiết bị hoàn toàn không thể hoạt động. Phần lõi cũng là một thuật ngữ tương đối, khi mà phần lớn những thiết bị nhúng phần lõi chứa phần lõi ở nhiều hơn một cấp nội hàm. Các phân hệ như cấu kiện màn hình tinh thể lỏng, chíp nháy, bộ điều khiển giao tiếp, v.v..., điều có những đoạn mã chương trình riêng (thường là cố định) và/hoặc vi mã, được coi như 'bộ phận của phần cứng' nếu xét ở cấp độ firmware cấp cao hơn.
Phần lõi đơn giản chủ yếu thường trú ở bộ nhớ chỉ đọc, hoặc OTP/Bộ nhớ chỉ đọc khả dĩ lập trình, khi mà những phần lõi phức tạp hơn thường lưu trú ở bộ nhớ nháy để có thể cập nhật. Những lý do thông thường để cập nhật phần lõi bao gồm sửa lỗi hoặc thêm chức năng vào thiết bị. Làm như vậy thường sẽ liên quan tới việc tải một ảnh số được nhà sản xuất cung cấp vào thiết bị, theo một quy trình nhất định; thỉnh thoảng việc này được hiểu là do người dùng cuối thực hiện.